# Linda Zanetti
Linda Zanetti (Camignolo, 10 maart 2002) is een Zwitsers wielrenster die anno 2025 rijdt bij Uno-X Mobility.

## Carrière
Zanetti reed haar eerste jaar als professionele renster bij UAE Team ADQ. Na één seizoen zette ze een stap terug naar de opleidingsploeg. Met haar ploeg won ze in maart 2023 de ploegentijdrit in de Trofeo Ponente in Rosa. Ze boekte haar eerste zege in de Omloop van Borsele waar ze solo over de finish kwam, voor de Franse Audrey Cordon-Ragot. In de Tsjechische wielerwedstrijd Gracia Orlová won ze de tweede etappe na een sprint met drie anderen. Na de vijfde etappe stapte ze af in deze wedstrijd. Ook zegevierde Zanetti in de tweede editie van de GP Slovakia, net als in de Gracia Orlová versloeg ze Dominika Włodarczyk in een spurt om de zege.
Voor het seizoen van 2024 maakte ze de overstap naar het Amerikaanse Human Powered Health. Namens deze ploeg reed ze in haar eerste jaar onder andere de Ronde van Vlaanderen en de Amstel Gold Race.

## Palmares
2020
 Nationaal kampioenschap tijdrijden, junioren
 Nationaal kampioenschap op de weg, junioren
2022
 Nationaal kampioenschap tijdrijden, beloften
2023
1e etappe (deel B) Trofeo Ponente in Rosa (ploegentijdrit)
Omloop van Borsele
2e etappe Gracia Orlová
 Nationaal kampioen op de weg, beloften
GP Slovakia
2e etappe Princess Anna Vasa Tour
2e etappe Ronde van de Toekomst
 Europese kampioenschap op de weg, beloften
 Nationaal kampioenschap tijdrijden, beloften
2024
 Nationaal kampioen op de weg, beloften
2025
Ronde van Valencia
2e etappe Ronde van Polen

### Resultaten in voornaamste wedstrijden
| Jaar | Ronde van Italië | Ronde van Frankrijk | Ronde van Spanje |
| ---- | ---------------- | ------------------- | ---------------- |
| 2022 |                  |                     |                  |
| 2023 |                  |                     |                  |
| 2024 | 87e              |                     |                  |
| 2025 |                  | 79e                 | opgave           |

| Jaar | Gent-Wevelgem | Ronde van Vlaanderen | Amstel Gold Race | Luik-Bast.‑Luik | Classic Brugge-De Panne | Nokere Koerse | Le Samyn |  | WK op de weg |
| ---- | ------------- | -------------------- | ---------------- | --------------- | ----------------------- | ------------- | -------- |  | ------------ |
| 2022 | opgave        |                      |                  | opgave          |                         |               |          |  |              |
| 2023 |               |                      |                  |                 | 89e                     |               | 93e      |  | opgave       |
| 2024 |               | opgave               | 73e              |                 | 69e                     |               |          |  | opgave       |
| 2025 | opgave        | 48e                  |                  |                 | 7e                      | ↑             | ↑        |  |              |

## Ploegen
- 2022 –  UAE Team ADQ
- 2023 –  UAE Development Team
- 2024 –  Human Powered Health
- 2025 ―  Uno-X Mobility

al Sayegh · Bastianelli · Bertizzolo · Boogaard · Bujak · García · Ivanchenko · Magnaldi · Novolodskaja · Patuelli · Pintar · Tomasi · Trevisi · Wright · Zanetti
Birjoekova · Borghesi (vanaf 2/7) · Christie · Cordon-Ragot · Doebel-Hickok · Edwards · Grossetête · Kasper · Malcotti · D. Pikulik · W. Pikulik · Raaijmakers · Ragusa · Williams · Wood · Zanardi · Zanetti
Aalerud · Aasebø · Ahtosalo · Andersen · Anderson · Barker · Beekhuis · Berg Edseth · Boilard · Confalonieri · Gåskjenn · Gjertsen · Greve · Koerner · Koster · Bjørndal Ottestad · Ysland · Zanetti